# Copa Santa Fe Femenina 2023
La Copa Santa Fe Femenina 2023 fue la tercera edición de esa competición oficial, organizada por la Federación Santafesina de Fútbol, en la que participan los equipos de la provincia de Santa Fe de los campeonatos femeninos del fútbol argentino junto con los representantes de las ligas regionales de la provincia.
Consagró campeón a la Selección de la Liga Santafesina de Fútbol, que logró de esta manera su primer título.

## Sistema de disputa
Los 16 equipos participantes se dividieron en cuatro grupos de cuatro equipos cada uno. Dentro de cada grupo se enfrentaron una vez entre sí, por el sistema de todos contra todos. Según el resultado de cada partido se otorgaron tres puntos al ganador, un punto a cada equipo en caso de empate y ninguno al perdedor.
Avanzaron a la siguiente ronda el equipo mejor clasificado de cada grupo. En la fase final, los cuatro equipos clasificados disputaron una serie de eliminatorias, compuestas por semifinales y final, para consagrar al campeón. Si una serie finalizó empatada en el global, se definió por penales.
|                             |                             | Equipos que entran en esta fase           | Equipos que provienen de la fase anterior               |
| --------------------------- | --------------------------- | ----------------------------------------- | ------------------------------------------------------- |
| Fase de grupos (16 equipos) | Fase de grupos (16 equipos) | - 16 selecciones de las ligas regionales. |                                                         |
| Fase final (4 equipos)      | Fase final (4 equipos)      |                                           | - 4 equipos clasificados primeros de la fase de grupos. |

## Equipos participantes
| Liga                                             | Equipo                                     | Ciudad                                     | Departamento                               |                                            |                                            |                                            |
| Campeonatos femeninos del fútbol argentino       | Campeonatos femeninos del fútbol argentino | Campeonatos femeninos del fútbol argentino | Campeonatos femeninos del fútbol argentino | Campeonatos femeninos del fútbol argentino | Campeonatos femeninos del fútbol argentino | Campeonatos femeninos del fútbol argentino |
| ------------------------------------------------ | ------------------------------------------ | ------------------------------------------ | ------------------------------------------ | ------------------------------------------ | ------------------------------------------ | ------------------------------------------ |
| Primera División A 1.ª categoría Sin equipos     |                                            |                                            |                                            |                                            |                                            |                                            |
| Primera División B 2.ª categoría Sin equipos     |                                            |                                            |                                            |                                            |                                            |                                            |
| Primera División C 3.ª categoría Sin equipos     |                                            |                                            |                                            |                                            |                                            |                                            |
| Ligas regionales de Santa Fe                     |                                            |                                            |                                            |                                            |                                            |                                            |
| Asociación Rosarina de Fútbol 1 equipo           | Selección                                  | Rosario                                    | Rosario                                    |                                            |                                            |                                            |
| Liga Cañadense de Fútbol Sin equipos             |                                            |                                            |                                            |                                            |                                            |                                            |
| Liga Casildense de Fútbol 1 equipo               | Selección                                  | Casilda                                    | Caseros                                    |                                            |                                            |                                            |
| Liga de Fútbol Regional del Sud Sin equipos      |                                            |                                            |                                            |                                            |                                            |                                            |
| Liga Departamental de Fútbol San Martín 1 equipo | Selección                                  | San Jorge                                  | San Martín                                 |                                            |                                            |                                            |
| Liga Deportiva del Sur 1 equipo                  | Selección                                  | Alcorta                                    | Constitución                               |                                            |                                            |                                            |
| Liga Esperancina de Fútbol 1 equipo              | Selección                                  | Esperanza                                  | Las Colonias                               |                                            |                                            |                                            |
| Liga Galvense de Fútbol 1 equipo                 | Selección                                  | Esperanza                                  | Las Colonias                               |                                            |                                            |                                            |
| Liga Interprovincial de Fútbol 1 equipo          | Selección                                  | Chañar Ladeado                             | Caseros                                    |                                            |                                            |                                            |
| Liga Ocampense de Fútbol 1 equipo                | Selección                                  | Villa Ocampo                               | General Obligado                           |                                            |                                            |                                            |
| Liga Rafaelina de Fútbol 1 equipo                | Selección                                  | Esperanza                                  | Las Colonias                               |                                            |                                            |                                            |
| Liga Reconquistense de Fútbol 1 equipo           | Selección                                  | Esperanza                                  | Las Colonias                               |                                            |                                            |                                            |
| Liga Regional Ceresina de Fútbol 1 equipo        | Selección                                  | Ceres                                      | San Cristóbal                              |                                            |                                            |                                            |
| Liga Regional Paivense de Fútbol 1 equipo        | Selección                                  | Laguna Paiva                               | La Capital                                 |                                            |                                            |                                            |
| Liga Regional Sanlorencina de Fútbol 1 equipo    | Selección                                  | San Lorenzo                                | San Lorenzo                                |                                            |                                            |                                            |
| Liga Regional Totorense de Fútbol Sin equipos    |                                            |                                            |                                            |                                            |                                            |                                            |
| Liga Santafesina de Fútbol 1 equipo              | Selección                                  | Santa Fe                                   | La Capital                                 |                                            |                                            |                                            |
| Liga Venadense de Fútbol 1 equipo                | Selección                                  | Venado Tuerto                              | General López                              |                                            |                                            |                                            |
| Liga Verense de Fútbol 1 equipo                  | Selección                                  | Vera                                       | Vera                                       |                                            |                                            |                                            |

## Fase de grupos

### Zona A
| Equipo           | Pts. | PJ | PG | PE | PP | GF | GC | DG  |
| ---------------- | ---- | -- | -- | -- | -- | -- | -- | --- |
| Liga Santafesina | 7    | 3  | 2  | 1  | 0  | 8  | 2  | 6   |
| Liga Esperancina | 7    | 3  | 2  | 1  | 0  | 3  | 1  | 2   |
| Liga Rafaelina   | 3    | 3  | 1  | 0  | 2  | 5  | 3  | 2   |
| Liga Paivense    | 0    | 3  | 0  | 0  | 3  | 0  | 10 | -10 |

| \| Fecha \| Lugar \| Local \| Resultado \| Visitante \| \| ----------- \| -------- \| ---------------- \| --------- \| ---------------- \| \| 29 de julio \| Santa Fe \| Liga Santafesina \| 5:0 \| Liga Paivense \| \| 29 de julio \| Santa Fe \| Liga Esperancina \| 1:0 \| Liga Rafaelina \| \| 30 de julio \| Santa Fe \| Liga Santafesina \| 1:1 \| Liga Esperancina \| \| 30 de julio \| Santa Fe \| Liga Paivense \| 0:4 \| Liga Rafaelina \| \| 30 de julio \| Santa Fe \| Liga Santafesina \| 2:1 \| Liga Rafaelina \| \| 30 de julio \| Santa Fe \| Liga Esperancina \| 1:0 \| Liga Paivense \| |          |                  |           |                  |
| Fecha | Lugar    | Local            | Resultado | Visitante        |
| 29 de julio | Santa Fe | Liga Santafesina | 5:0       | Liga Paivense    |
| 29 de julio | Santa Fe | Liga Esperancina | 1:0       | Liga Rafaelina   |
| 30 de julio | Santa Fe | Liga Santafesina | 1:1       | Liga Esperancina |
| 30 de julio | Santa Fe | Liga Paivense    | 0:4       | Liga Rafaelina   |
| 30 de julio | Santa Fe | Liga Santafesina | 2:1       | Liga Rafaelina   |
| 30 de julio | Santa Fe | Liga Esperancina | 1:0       | Liga Paivense    |

### Zona B
| Equipo              | Pts. | PJ | PG | PE | PP | GF | GC | DG |
| ------------------- | ---- | -- | -- | -- | -- | -- | -- | -- |
| Liga Ocampense      | 7    | 3  | 2  | 1  | 0  | 10 | 4  | 6  |
| Liga Reconquistense | 7    | 3  | 2  | 1  | 0  | 5  | 3  | 2  |
| Liga Verense        | 3    | 3  | 1  | 0  | 2  | 6  | 6  | 0  |
| Liga Ceresina       | 0    | 3  | 0  | 0  | 3  | 1  | 9  | -8 |

| \| Fecha \| Lugar \| Local \| Resultado \| Visitante \| \| ----------- \| ------------ \| ------------------- \| --------- \| ------------------- \| \| 5 de agosto \| Villa Ocampo \| Liga Ocampense \| 4:1 \| Liga Verense \| \| 5 de agosto \| Villa Ocampo \| Liga Reconquistense \| 1:0 \| Liga Ceresina \| \| 6 de agosto \| Villa Ocampo \| Liga Ocampense \| 2:2 \| Liga Reconquistense \| \| 6 de agosto \| Villa Ocampo \| Liga Verense \| 4:0 \| Liga Ceresina \| \| 6 de agosto \| Villa Ocampo \| Liga Ocampense \| 4:1 \| Liga Ceresina \| \| 6 de agosto \| Villa Ocampo \| Liga Reconquistense \| 2:1 \| Liga Verense \| |              |                     |           |                     |
| Fecha | Lugar        | Local               | Resultado | Visitante           |
| 5 de agosto | Villa Ocampo | Liga Ocampense      | 4:1       | Liga Verense        |
| 5 de agosto | Villa Ocampo | Liga Reconquistense | 1:0       | Liga Ceresina       |
| 6 de agosto | Villa Ocampo | Liga Ocampense      | 2:2       | Liga Reconquistense |
| 6 de agosto | Villa Ocampo | Liga Verense        | 4:0       | Liga Ceresina       |
| 6 de agosto | Villa Ocampo | Liga Ocampense      | 4:1       | Liga Ceresina       |
| 6 de agosto | Villa Ocampo | Liga Reconquistense | 2:1       | Liga Verense        |

### Zona C
| Equipo              | Pts. | PJ | PG | PE | PP | GF | GC | DG  |
| ------------------- | ---- | -- | -- | -- | -- | -- | -- | --- |
| Asociación Rosarina | 9    | 3  | 3  | 0  | 0  | 13 | 0  | 13  |
| Liga Sanlorencina   | 6    | 3  | 2  | 0  | 1  | 3  | 2  | 1   |
| Liga Galvense       | 3    | 3  | 1  | 0  | 2  | 3  | 7  | -4  |
| Liga D. San Martín  | 0    | 3  | 0  | 0  | 3  | 1  | 11 | -10 |

| \| Fecha \| Lugar \| Local \| Resultado \| Visitante \| \| ----------- \| ---------------- \| ------------------- \| --------- \| ------------------- \| \| 5 de agosto \| San Jorge/Sastre \| Liga D. San Martín \| 0:1 \| Liga Sanlorencina \| \| 5 de agosto \| San Jorge/Sastre \| Asociación Rosarina \| 4:0 \| Liga Galvense \| \| 6 de agosto \| San Jorge/Sastre \| Liga D. San Martín \| 0:8 \| Asociación Rosarina \| \| 6 de agosto \| San Jorge/Sastre \| Liga Sanlorencina \| 2:1 \| Liga Galvense \| \| 6 de agosto \| San Jorge/Sastre \| Liga D. San Martín \| 1:2 \| Liga Galvense \| \| 6 de agosto \| San Jorge/Sastre \| Asociación Rosarina \| 1:0 \| Liga Sanlorencina \| |                  |                     |           |                     |
| Fecha | Lugar            | Local               | Resultado | Visitante           |
| 5 de agosto | San Jorge/Sastre | Liga D. San Martín  | 0:1       | Liga Sanlorencina   |
| 5 de agosto | San Jorge/Sastre | Asociación Rosarina | 4:0       | Liga Galvense       |
| 6 de agosto | San Jorge/Sastre | Liga D. San Martín  | 0:8       | Asociación Rosarina |
| 6 de agosto | San Jorge/Sastre | Liga Sanlorencina   | 2:1       | Liga Galvense       |
| 6 de agosto | San Jorge/Sastre | Liga D. San Martín  | 1:2       | Liga Galvense       |
| 6 de agosto | San Jorge/Sastre | Asociación Rosarina | 1:0       | Liga Sanlorencina   |

### Zona D
| Equipo                 | Pts. | PJ | PG | PE | PP | GF | GC | DG  |
| ---------------------- | ---- | -- | -- | -- | -- | -- | -- | --- |
| Liga Venadense         | 7    | 3  | 2  | 1  | 0  | 10 | 0  | 10  |
| Liga Casildense        | 5    | 3  | 1  | 2  | 0  | 6  | 2  | 4   |
| Liga Deportiva del Sur | 4    | 3  | 1  | 1  | 1  | 7  | 6  | 1   |
| Liga Interprovincial   | 0    | 3  | 0  | 0  | 3  | 1  | 16 | -15 |

| \| Fecha \| Lugar \| Local \| Resultado \| Visitante \| \| ----------- \| ------------- \| ---------------------- \| --------- \| ---------------------- \| \| 5 de agosto \| Venado Tuerto \| Liga Venadense \| 3:0 \| Liga Deportiva del Sur \| \| 5 de agosto \| Venado Tuerto \| Liga Interprovincial \| 0:4 \| Liga Casildense \| \| 6 de agosto \| Venado Tuerto \| Liga Venadense \| 7:0 \| Liga Interprovincial \| \| 6 de agosto \| Venado Tuerto \| Liga Deportiva del Sur \| 2:2 \| Liga Casildense \| \| 6 de agosto \| Venado Tuerto \| Liga Venadense \| 0:0 \| Liga Casildense \| \| 6 de agosto \| Venado Tuerto \| Liga Interprovincial \| 1:5 \| Liga Deportiva del Sur \| |               |                        |           |                        |
| Fecha | Lugar         | Local                  | Resultado | Visitante              |
| 5 de agosto | Venado Tuerto | Liga Venadense         | 3:0       | Liga Deportiva del Sur |
| 5 de agosto | Venado Tuerto | Liga Interprovincial   | 0:4       | Liga Casildense        |
| 6 de agosto | Venado Tuerto | Liga Venadense         | 7:0       | Liga Interprovincial   |
| 6 de agosto | Venado Tuerto | Liga Deportiva del Sur | 2:2       | Liga Casildense        |
| 6 de agosto | Venado Tuerto | Liga Venadense         | 0:0       | Liga Casildense        |
| 6 de agosto | Venado Tuerto | Liga Interprovincial   | 1:5       | Liga Deportiva del Sur |

## Fase final

### Cuadro de desarrollo
|  | Semifinales         | Semifinales      |                     |                  | Final                        | Final                        |  |
|  | 23 de septiembre    | 23 de septiembre |                     |                  | 24 de septiembre             | 24 de septiembre             |  |
|  |                     |                  |                     |                  |                              |                              |  |
|  |                     |                  |                     |                  |                              |                              |  |
|  | Liga Santafesina    | 4                |                     |                  |                              |                              |  |
|  | Liga Santafesina    | 4                |                     |                  |                              |                              |  |
|  | Liga Venadense      | 1                |                     |                  |                              |                              |  |
|  | Liga Venadense      | 1                |                     | Liga Santafesina | 2                            |                              |  |
|  |                     |                  |                     | Liga Santafesina | 2                            |                              |  |
|  |                     |                  | Asociación Rosarina | 1                |                              |                              |  |
|  | Liga Ocampense      | 2                | Asociación Rosarina | 1                |                              |                              |  |
|  | Liga Ocampense      | 2                |                     |                  |                              |                              |  |
|  | Asociación Rosarina | 5                |                     |                  | Partido por el tercer puesto | Partido por el tercer puesto |  |
|  | Asociación Rosarina | 5                |                     |                  | Partido por el tercer puesto | Partido por el tercer puesto |  |
|  |                     |                  |                     |                  |                              |                              |  |
|  |                     |                  |                     |                  | Liga Venadense               | 4                            |  |
|  |                     |                  |                     |                  | Liga Venadense               | 4                            |  |
|  |                     |                  |                     |                  | Liga Ocampense               | 2                            |  |
|  |                     |                  |                     |                  | Liga Ocampense               | 2                            |  |
|  |                     |                  |                     |                  |                              |                              |  |

### Semifinales
| Fecha            | Equipo 1         | Resultado | Equipo 2            |
| ---------------- | ---------------- | --------- | ------------------- |
| 23 de septiembre | Liga Santafesina | 4:1       | Liga Venadense      |
| 23 de septiembre | Liga Ocampense   | 2:5       | Asociación Rosarina |

- Nota: Los partidos se llevaron a cabo en la ciudad de Rosario.

### Tercer puesto
| Fecha            | Equipo 1       | Resultado | Equipo 2       |
| ---------------- | -------------- | --------- | -------------- |
| 24 de septiembre | Liga Venadense | 4:2       | Liga Ocampense |

- Nota: El partido se llevó a cabo en el estadio Gabino Sosa de Rosario.

### Final
| Fecha            | Equipo 1         | Resultado | Equipo 2            |
| ---------------- | ---------------- | --------- | ------------------- |
| 24 de septiembre | Liga Santafesina | 2:1       | Asociación Rosarina |

- Nota: El partido se llevó a cabo en el estadio Gabino Sosa de Rosario.

|                                                                |
|                                                                |
| Campeón Selección de la Liga Santafesina de Fútbol 1.er título |